# 海專路
海專路（Haijhuan Rd.）為高雄市楠梓區的南北向道路，北起於德賢路，南接學專路，是國立高雄科技大學楠梓校區的主要道路。

## 行經行政區域
- 楠梓區

## 沿線設施

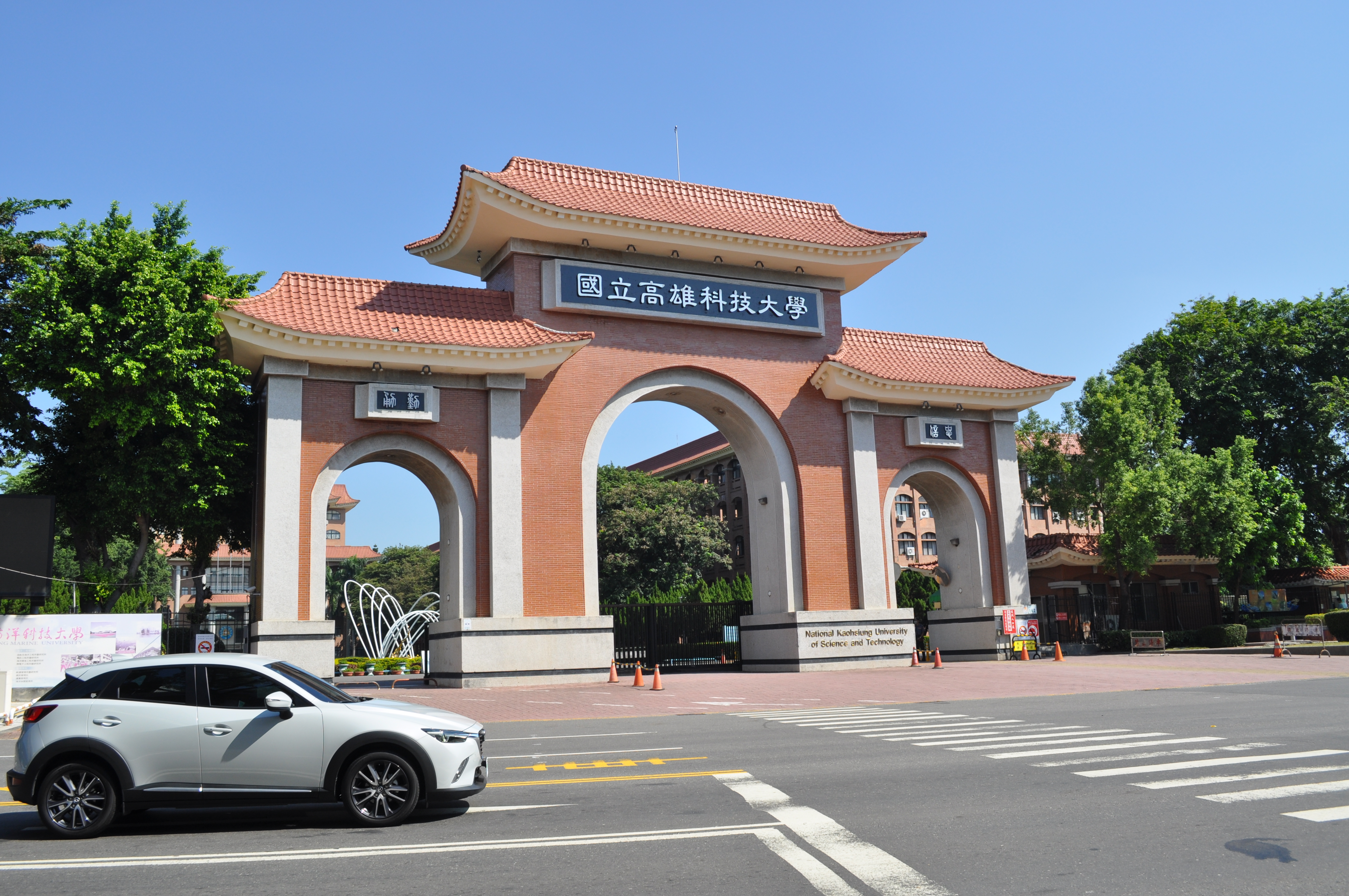
國立高雄科技大學楠梓校區校門口（海專路上）

（由南至北）
- 捷運後勁站
- 後勁公園（謝宗振紀念公園）
- 7-ELEVEN高科大楠梓門市
- 國立高雄科技大學楠梓校區
  - 萊爾富高市海洋店
- 中華電信德民服務中心
- 中華郵政高雄翠屏郵局
- 7-ELEVEN德民門市
- 全家便利商店高雄德祥店

## 公共自行車
- 高雄市公共自行車租賃系統：
  - 後勁公園：海專路/金和街口東北側
  - 海專瑞屏路82巷口(南側)：海專路/瑞屏路82巷口(南側)
  - 海專德民路口(西北側)：德民路170號前

## 相關連結
- 高雄市主要道路列表